# 高第街
高第街，是一條位於廣東省廣州市越秀區的著名的古老商業街之一，東西走向，連接了雙門底和維新路。

## 傳說
傳說舊時此街上有個財主的女兒與一個名字叫「高弟」的男青年相愛，但被財主家的佣人揭發，兩人故而私奔。後來高弟夫妻在外發達回到這裡，女兒見到父親已家道中落，於是買下整條街，並把街道改名作「高弟街」。
後來有一個秀才路經此地，其認為街名太俗，於是改一字，取高中科舉、高家府第之意，「高第街」沿用至今。

## 歷史
宋代開始，這裡就是有名的“蘇杭雜貨街”，又叫蘇杭街。清代開始直至民國，廣州人婚嫁要辦嫁妝的，女性需要的胭脂水粉，衣服鞋襪，以至嫁妝用品，在這一應俱全，故又俗稱“大姑街”。
清初順治年間，廣州府署設在高第街。清後期時鹽務公所亦在高第街。從清朝開始，這裡還有了眾多經營廣東土布、香雲紗、洋服、西裝的商鋪。廣州傳統著名的九同章綢緞店、三多軒箋扇莊、梁蘇記洋遮、“一毛不拔”梁新記牙刷等名店，都在此興盛。

### 近代
改革開放後，高第街率先成為廣州最早的私營服裝商業街而聞名中國大陸。
1980年10月，高第街作為廣州市第一個工業品市場正式開設，也成為中國大陸第一條個體服裝街。1990年代中期，廣州陸續開設服裝批發商廈，高第街作為時裝市場的地位逐漸衰落。現時的高第街已成為內衣泳衣一條街。

## 現代地產業開發
1997年越秀城建開發公司由政府方面取得高第街以南一地皮的拆遷證，該地皮西至木排頭橫街，南至木排頭西橫街，當時由於越秀城建沒多餘資金自行開發而擱置開發計劃。至2004年再由廣州金鴻順房地產開發有限公司轉買獲取該地皮的土地證。在轉手與開發計劃擱置的期間，被徵地範圍內的社區居民曾經多次向政府申訴問題，包括就被轉手開發商地皮的權屬而向當局申請行政復議，也有入禀法院提起控告。 